# Musica bassa
Musica bassa var en beteckning under renässansen på ljudsvag musik. Musiken framfördes till exempel av stränginstrumentensemble inomhus (taffel, dans med mer). Exempel på ljudsvaga instrument är stränginstrument, flöjter och luta. Motsatsen till musica bassa kallas musica alta.